# آنتونی سیچی
آنتونی سیچی (انگلیسی: Anthony Sichi؛ زادهٔ ۲۱ ژانویهٔ ۱۹۸۶) بازیکن فوتبال اهل فرانسه است.
از باشگاه‌هایی که در آن بازی کرده‌است می‌توان به باشگاه فوتبال استراسبورگ و باشگاه فوتبال کن اشاره کرد.